# قائمة بالأسلحة النووية
هذه قائمة بالأسلحة النووية رتبت تبعاً لبلد المنشأ ومن ثم النوع داخل البلد

## الولايات المتحدة الأمريكية
إن أسلحة الولايات المتحدة الأمريكية من جميع الأنواع- قنابل ورؤوس حربية وقذائف- كلها مرقمة بنفس التسلسل، ابتداءً ب Mark1 (و حتى عام 2006) انتهاءً ب W-91 (و التي ألغيت قبل إدخالها في الخدمة). كل الأسلحة التي استخدمت كسلاح في وقت ما حصلت على تسمية عددية. لم يتم تسمية وترقيم الأسلحة التي كان الهدف منها الاختبار فقط في هذه السلسلة.
كانت الأسلحة المبكرة جداً (الأسلحة في المراحل الأولى) كبيرةً جداً بحيث لم تكن تستخدم إلا كقنابل سقوط حر. وكانت تسمى هذه القنابل بالمارك، مثل تلك «مارك 4» التي صورة مطورة عن سلاح الرجل السمين. مع تطور الأسلحة كانت القنابل تصبح أنحف وأصغر وأخف، مما يسمح باستخدامها في العديد من الأدوار. في هذا الوقت بدأت تسمية الأسلحة تبعاً للدور الذي تلعبه؛ الأسلحة التي لها البادئة B كانت قنابل، بينما كانت الرؤوس الحربية ترمز بالبادئة W. كمثال على ذلك القنبلة النووية B53.
القنابل- تسمى بمارك (MK اختصاراً) ثم يتبع برقم وهذا حتى عام 1968 وتم استخدام B (بعد تاريخ 1968) ثم يتبع برقم الاختبار، تتم تسمية القنابل ب TX
مارك 1 - الولد الصغير، قلنبلة مدافع انشطار نووي (استخدمت ضد هيروشيما) 13-18 كيلو طن، 1945-1950
مارك 2 الرجل النحيف، مصنوعة من البلوتونيوم وتم إلغاءها في عام 1944
مارك 3 - الرجل البدين، مصنوعة من البلوتونيوم استخدمت ضد ناكازاكي 21 كيلو طن 1945-1950
مارك 4 (قنبلة نووية) , هي عبارة عن تصميم للقنبلة النووية الأمريكية أنتجت في عام 1949 واستخدمت حتى عام 1953
مارك 5 (قنبلة نووية) 1-120 كيلوطن 1952-1963
مارك 6 (قنبلة نووية) 8-160 كيلوطن 1951-1962
مارك 7 (قنبلة نووية) 8-61 كيلوطن 1952-1967
مارك 8 (قنبلة نووية) 25-30 كيلو طن 1951-1957
مارك 10 12-15 كيلوطن تم إلغاؤه عام 1952
مارك 11 (قنبلة نووية) 8-30 كيلوطن
مارك 12 (قنبلة نووية) كان يمكن حملها بطائرة حربية
مارك 13 (قنبلة نووية) تم التخلص منها عام 1954
مارك 14 (قنبلة نووية) هي سلاح حراري استراتيجي وهو أول قنبلة هيدروجينية تعمل بوقود صلب.
مارك 15 (قنبلة نووية)
مارك 16 (قنبلة نووية) تم إنتاج خمسة منها فقط، قنبلة هيدروجينية وهي السلاح الوحيد الذي صنع بتقنية التبريد العميق، 6-8 ميجاطن
مارك 17 (قنبلة نووية)
مارك 18 (قنبلة نووية)
مارك 21 (قنبلة نووية)
مارك 24 (قنبلة نووية)
مارك 26 (قنبلة نووية)
مارك 27 (قنبلة نووية) (1958–1965)
مارك 36 (قنبلة نووية) 10 ميغا طن
مارك 28
مارك 39 (قنبلة نووية) (1957–1966)
مارك 41 (1960–1976)
مارك 43 (1961–1991)
مارك 46
مارك 90 (قنبلة نووية)
بي 90 (قنبلة نووية)
القنبلة النووية بي 83
بي 77 (قنبلة نووية)
بي 61 (قنبلة نووية)
بي 57 (قنبلة نووية)
مارك 101 (قنبلة نووية)
المدافع النووية
16-إنش
دبليو 19 (قنبلة نووية)
11 إنش
دبليو 9 (قنبلة نووية)
دبليو 19 (قنبلة نووية)
8 إنش
دبليو 33 (قنبلة نووية)
دبليو 75
دبليو 79
دبليو 48
دبليو 74
دبليو 82
دبيلو 30
دبليو 31
دبليو 45
دبليو 54
دبليو 5
دبيلو 8
دبليو 12
دبليو 15
دبليو 21
دبليو 25
دبليو 27
دبليو 28
دبليو 29
دبليو 30
دبليو 31
دبليو 34
دبليو 35
دبليو 37
دبليو 38
دبليو 39
دبليو 40
دبليو 41
دبليو 42
دبليو 44
دبليو 45
دبليو 46

دبليو 47
دبليو 49
دبليو 50
دبليو 52
دبليو 54
دبليو 55
دبليو 56
دبليو 59
دبليو 60
دبليو 62
دبليو 63
دبليو 64
دبليو 65
دبليو 67
دبليو 66
دبليو 68
دبليو 69
دبليو 70
دبليو 71
دبليو 72
دبليو 76
دبليو 78
دبليو 80
دبليو 81
دبليو 84
دبليو 85
دبليو 86
دبليو 89
دبليو 88
دبليو 91

## الاتحاد السوفيتي/ روسيا الاتحادية
بلغت الترسانة النووية ذروتها في عام 1988, تملك روسيا ما يقارب 45,000 سلاح نووي في مخازنها، أكثر من ترسانة الولايات المتحدة الأمريكية ب 13,000 سلاح، حيث تعد الولايات المتحدة الأمريكة بالمرتبة الثانية بعد روسيا ووصلت ترسانة أمريكا للذروة في عام 1966.[1]
الاختبارات
إر ده إس - 1
طوربيدات
53-58 طوربيد مع رأس حربي 10 كيلو طن RDS-9
65-73 طوربيد من 20 كيلو طن
شكفال مع 160 كيلو طن
الفنابل
إر ده إس - 1 اثنان وعشرين كيلو طن تم اختباره في 29 أغسطس في اختبار إر ده إس - 1
RDS-2
RDS-3 كانت النسخة الأولى منه تحتوي على مولد نيترونات خارجي
RDS-4 والمعروف أيضاً باسم تاتيانا
RDS-6 والمعروف أيضاً باسم «سلوكيا»
RDS-37
RDS-220
الصواريخ البالستية العابرة للقارات
RDS-9 مع رأس حربي 40 كيلو طن [2]
RDS-37 مع رأس حربي 3 ميجاطن [3]
RDS-46 مع رأس حربي 5 ميجاطن [3]
8F17 مع رأس حربي 3 ميجا طن [4]

## بريطانيا
الدانوب الأزرق (قنبلة نووية)
الثلج الأحمر (قنبلة نووية)
المعدن الأزرق (قنبلة نووية)
العشب الأخضر (قنبلة نووية)
اللحية الحمراء (قنبلة نووية)
WE. 177
القطة الزرقاء (قنبلة نووية)
الثعلب الأزرق (قنبلة نووية)
الطاووس الأزرق (قنبلة نووية)
السبيكة الزرقاء (قنبلة نووية)
المياه الزرقاء (قنبلة نووية)
الجبنة الخضراء (قنبلة نووية) صاروخ نووي مضاد للسفن
الوردة الزرقاء (قنبلة نووية)
الوميض الأخضر (قنبلة نووية)
نادي البنفسج (قنبلة نووية)
هيرالد البرتقالي (قنبلة نووية)
الجرانيت الأخضر (قنبلة نووية)

## فرنسا
و يقال بأن فرنسا تملك ترسانة أسلحلة نووية مكونة من 350 سلاح مخزنة في عام 2002
القنابل
AN 11
AN 22
إيه إن 52
الرؤوس الحربية
إم آر 31
إم آر 41
AN 51
إيه إن 52
TN 60
TN 61
TN 70 MIRV
TN 71 MIRV
TN 75 MIRV
TN 76 MIRV
TN 80 MIRV
TN 81
TN 90
TNA
TNO MIRV

## الصين
يعتقد أن الصين تملك قرابة 250 سلاح نووي، لكنها أفصحت عن معلومات قليلة جداً عن ترسانتها النووية.
الاختبارات
المشروع 596
الاختبار رقم 6
الصواريخ البالستية
ريح الشرق
دي إف - 3 أي (صاروخ)
دي إف - 4
دي إف - 5
دونغ فنغ - 11
دي إف-15
دي إف-21
دي إف-31
دي إف-41
جي إل - 1
جي إل - 2
بي - 611
بي - 12
صواريخ كروز
دي اتش - 10
سي جي -10
اتش ان 1
اتش ان 2
اتش ان 3
سي اف - 1
سي اف - 2
اس اس- ان - 2

## الهند
يعتقد أن الهند تمل بين 150 و 200 سلاح نووي (تقدير 2010)

## إسرائيل
يعتقد بأن إسرائيل تملك ترسانة ضخمة ومتينة من الأسلحة النووية والصواريخ، تقدر بما يقارب 75-130 و 100 إلى 200 [5] رأس حربي، لكن إسرائيل ترفض رسمياً أي تأكيد أو نفي بما يخص برنامجها النووي، تاركاً تفاصيل هذه الأسلحة مبهماً. أكد مردخاي فعنونو الخبير النووي الإسرائيلي امتلاك إسرائيل لترسانو ضخمة ومتقدمة من الأسلحة النووية في عام 1986
وقد أشارت الشائعات غير المؤكدة إلى قذائف المدفعية النووية التكتيكية، والقنابل النفاثة الخفيفة ورؤوس الصواريخ، وربما الرؤوس الحربية للقذائف النووية الحرارية.[6]
و قد نشر موقع بي بي سي نيوز أون لاين مقالة [7>] في 28 مايو 2008 والتي اقتبست من الرئيس الأمريكي السابق جيمي كارتر حيث ذكر أن إسرائيل تملك ما لا يقل عن 150 سلاح نووي. وذكر المقال أن هذا هو التأكيد الثاني على قدرة إسرائيل النووية من قبل المتحدث باسم الولايات المتحدة الأمريكية عقب تصريحات وزير الدفاع الأمريكي روبرت جيتس في جلسة بمجلس الشيوخ، وقد تم تأكيد ذلك بعد وقت قصير من قبل رئيس الوزراء الإسرائيلي إيهود أولمرت.[8>]

## باكستان
في عام 2010, كان يعتقد أن باكستان تملك بين 90 إلى 120 سلاح نووي. ولا تفصح باكستان عن مواصفات الأسلحة للعامة، السلسلة الرئيسية للنقل النووي هي «هتف» "Hatf"

## كوريا الشمالية
كوريا الشمالية تدعي امتلاكها لأسلحة نووية، ومع ذلك، فإن مواصفات أنظمتها ليست علنية. وتشير التقديرات إلى أن لديها 6 - 18 أسلحة نووية ذات إنتاجية منخفضة (تقديرات أغسطس 2012)[9] في 9 أكتوبر عام 2006 أجرت كوريا الشمالية أول اختبار تفجير نووي.
في 25 مايو 2009, أجرت كوريا الشمالية اختباراً نووياً آخراً في نفس المكان، كان مقدار التدمير للقنبلة التي اختبرتها ف ذلك العام مساو للقنبلة التي استخدمت ضد اليابان في الحرب العالمية الثانية. في نفس الوقت أجرت كوريا الشمالية اختباراً لصاروخين بالستيين قصيري المدى. وأجرت اختبار لسلاح نووي بشدة 7 كيلوطن في عام 2013.
في 3 سبتمبر عام 2017, أجرت كوريا الشمالية اختباراً للقنبلة الهيدروجينية تحت سطح الأرض كان يُقدر إنتاجها بـ 100 كيلو إلى 250 كيلو، وفقًا لمصادر مختلفة.

## جنوب إفريقيا
بنت دولة جنوب إفريقيا ست أو سبع أسلحة مدافع انشطار نووي. كل الأسلحلة التي أنشأتها موثقة وتم التحقق منها من قبل الوكالة الدولية للطاقة الذرية ومنظمات دولية أخرى وتم تفكيككها، بالإضافة إلى برنامج الأسلحة الكامل، وتم إعادة معالجة اليورانيوم عالي التخصيب إلى معالجة اليورانيوم منخفض التخصيب، والذي لا يمكن استخدامه في الأسلحة

## روابط خارجية
- CNS Resources on South Africa's Nuclear Weapons Program at the Library of Congress (نسخة محفوظة 2001-09-27)